# 사회복지사
사회복지사(社會福祉士, 영어: Social Worker)는 사회복지학적 지식을 활용하여 사회사업 등을 통해 개인과 집단, 사회 문제를 분석하고, 해결하기 위한 방법을 연구, 실행함으로써 개인과 집단의 문제를 해결하는 데 기여하고 행복과 이익을 증진시키는 일을 수행하는 사람을 말한다.
사회복지사는 사회적 정의, 인권과 다양한 집단의 가치를 존중하여, 사회 혹은 집단이 인간이 살고 싶은 환경이 될 수 있도록 돕는다. 또한 수련 및 교육으로 전문적인 지식과 실천기술을 통하여 사회구성원 모두가 인간답게 살아갈 수 있도록 더불어 사는 공동체를 지향해야 한다. 이를 위하여 사회복지사는 지역사회, 학교, 병원, 공공기관 등 다양한 현장에서 종사한다. 
대한민국의 경우, 법령 등에 의하여 소정의 수련 과정을 통하여 법적 지위와 자격을 부여하고 있다. 한편 이전에는 명칭이 사회복지사업종사자 또는 사회사업종사자, 사회사업가였으나 1983년 5월 사회복지사로 규정되어 불리고 있다.

## 사회적 역할과 인식, 전망
대한민국의 경우, 「사회복지사업법 시행령」 제6조에서 사회복지사의 업무 범위를 사회복지프로그램의 개발 및 운영업무, 시설거주자의 생활지도업무, 사회복지를 필요로 하는 사람에 대한 상담업무 등과 같이 규정한다.

### 복지 임상의 전문가
소정의 전문자격 과정을 이수한 사회복지사는 복지 정책적 지식을 갖춘 임상 전문가로서 역할을 기대 받는다. 사회복지사의 문제 해결 대상은 거시·미시를 가리지 않으므로 국가·지역사회·집단(가족)·개인 모두 해당한다. 복지프로그램 계획, 사회 서비스 제공·연계, 공공부조와 사회수당 연계 및 정보 제공 노력 등으로 미시적으로는 개인의 삶의 자립, 거시적으로는 사회 공동체(국가·지역사회)의 변화를 위한 노력을 기울일 것을 요구받고 있다.

### 열악한 노동 환경
2008년 12월, 보건복지가족부가 벌인 조사 결과 대한민국 지역아동센터에서 종사하는 생활복지사의 평균 급여는 한 달 85만 5천원이었다. 또한 생활복지사의 74.7%(2838명)가 하루 8~9시간, 10.5%(402명)가 하루 10~13시간을 일하는 것으로 나타났으며, 시설장 51.5%(1551명), 생활복지사 35.1%(1336명)가 4대보험에도 가입돼 있지 않은 것으로 나타났다. 또한 같은 지역아동센터라도 지역의 지자체 재정자립도나 의지에 따라 보수나 근무여건이 달랐다.
아동 보호 전문기관의 사회복지사들은 폭언, 주먹질, 흉기로 위협신변 등의 신변에 위협을 받는 경우가 한해 300여건에 이른다. 그러나 관계기관은 복지사들에게 호신용 스프레이를 지급하는 것 외에는 별다른 대책을 마련하지 못하고 있다.
2023년 현재 보건복지부 사회복지시설 종사자 인건비 가이드라인을 통해 사회복지사의 급여를 확인해보면, 급여의 체계가 잡혀있으며 공무원과 마찬가지로, 경력의 쌓는 만큼 호봉이 올라가는 구조로 급여체계를 갖추고 있다. 급여는 물가상승을 아주 조금 반영하여 상승되며 보건복지부 홈페이지에서 투명하게 확인할 수 있다. 사회복지사 급여체계는 지자체 마다 조금씩 상이하긴 하지만, 임금의 체계를 단일화 하기 위해 노력 중이다. 최근까지는 서울시에서 사회복지를 하고 있는 사회복지사의 경우 다른 지역에 비해 임금이 상대적으로 높았다. 
사회복지사의 근무영역이 매우 다양하지만 기본적으로 사회복지사도 노동자이기 때문에 노동법의 보호를 받고 있고, 근무시간의 경우도 일일 8시간 근무를 원칙으로 한다. 시간외 근무수당의 경우 실제 근무하는 시간만큼의 보상을 받는 체계를 갖추고 있진 않다. 위에 작성된 2008년 기준 4대보험 미가입에 대한 내용을 정정하자면 2023년 현재 4대보험 가입을 하지 않는 기관은 찾아보기 어렵다.

### 전망
사회복지사의 전망에 대한 설문조사 결과는 감소 0%, 다소 감소 0%, 유지 47%, 다소 증가 50%, 증가 3%로 대부분이 수요가 늘어나거나 유지될 것으로 보았다. 그 이유로는 인구 고령화로 인한 고령인구 및 독거노인 증가와 다문화가정의 증가 등 수요계층의 수가 늘어남에 따라 사회복지사의 수요가 늘어날 것으로 예측하고 있기 때문이다.

## 분류와 종류
사회복지사는 국가 혹은 지역의 사회복지, 사회보장, 국민 혹은 지역민의 신체·정신건강 향상 등 클라이언트(client)의 욕구 해결(assessment)을 위하여 일하는 전문가를 말하는 총칭이다. 때문에 다양한 분야와 종류가 존재하며, 이는 국가 별로 차이가 있으나 대개 고등교육 수준의 양성 과정을 요한다.

### 대한민국
사회복지 직종에서 사례관리, 사회 서비스, 사회보장 업무를 수행하기 위하여 대한민국 「사회복지사업법 시행령」 등에 자격 요건을 명확히 하고 있다.
- 사회복지사
  - 1급
  - 2급

다음은 대한민국 「사회보장급여의 이용·제공 및 수급권자 발굴에 관한 법률」에 의하여 규정된 사회복지사의 일종이다. 사회복지사 2급 자격을 필수로 요구하고 있다.
- 사회복지전담공무원: 복지 사무 전담 공무원
- 통합사례관리사(Integrated Case Manager): 사례관리, 사회 서비스 연계·종합의 고도화를 위한 사례관리자

다음은 추가적인 임상 수련을 거쳐 자격을 취득해야 하는 사회복지사의 일종이다. 사회복지사 1급 자격을 필수로 요구한다.
- 정신건강사회복지사(Mental Health Social Worker)
- 의료사회복지사(Medical Social Worker)
- 학교사회복지사(School Social Worker)

## 교육과 수련

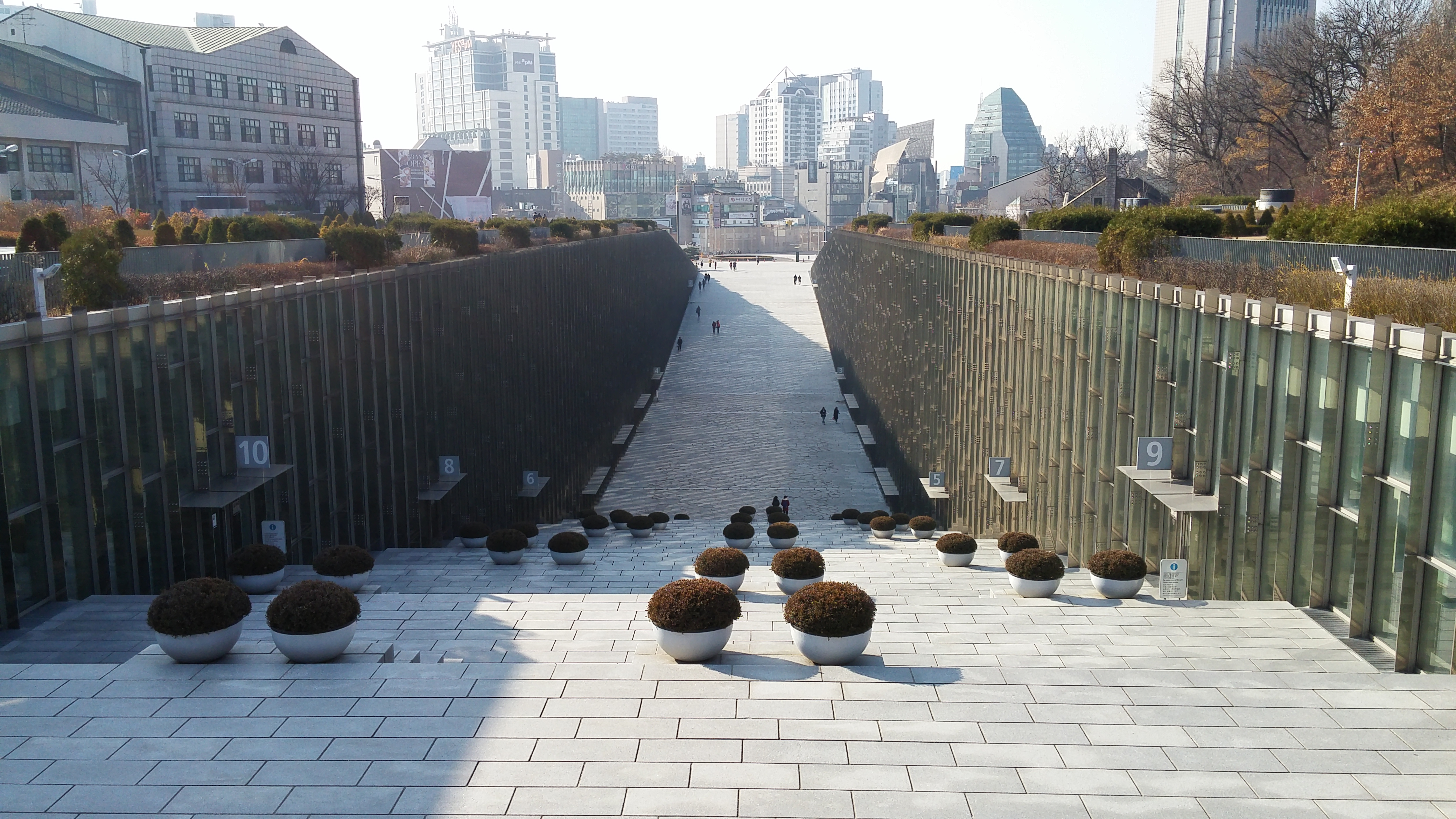
대한민국 최초의 사회복지사 양성 과정(사회복지학과)을 설치한 학교로 알려진 이화여자대학교 캠퍼스

사회복지사는 국가·지역사회·집단(가족)·개인 클라이언트의 욕구에 다각적으로 접근하여야 하므로, 다양한 사회과학 분야에 대한 교육과 전문 기술 실천에 대한 임상 수련을 받아야 한다. 이를 위하여 대한민국, 미국, 캐나다 등의 국가에서는 고등교육 이상의 학력자 중 사회복지 관련 기준 이상의 학위·교과를 이수한 자에 한하여 자격을 부여하고 있다.
일례로, 대한민국 보건복지부는 사회복지사가 되기 위하여 대학 혹은 전문대학 등 고등교육기관에서 발달심리학, 정책학, 법제사학, 사회학, 행정학 등과 연계된 교과를 필수적으로 이수할 것을 규정하고 있다.

### 일반적 사회복지사와 사례관리사
사회복지사 자격의 시작으로, 전문대학, 대학, 대학원 등 고등교육기관 혹은 그에 준하는 기관에서 사회복지학 전공 과정을 수강하여야 한다. 사회복지사 자격을 인준하는 기관 혹은 단체에서 자격을 심사하고, 인준하면 사회복지사 자격을 부여한다. 다만, 일부 자격 기준에 대하여 시험 응시를 요구할 수 있다. 대한민국의 경우, 사회복지사 1급 시험의 경우 2급 자격을 갖춘 자에 한하여 시험을 응시하게 한다. 미국의 경우 주의 기관의 정책마다 차이가 있으며, 임상사회복지사(Clinical Social Worker)도 자격 시험을 응시하게 하는 경우가 있다.
다만, 사회복지 임상·정책 분야 교과 전공, 임상 실천을 위한 수련(실습) 과정 수료가 좀 더 요구된다.

### 영역별 사회복지사와 사회사업가
영역별로 특화된 사회복지사 자격이 존재하며, 이를 사회사업가 혹은 영역별 사회복지사로 칭한다. 일례로, 대한민국은 사회복지사 1급 자격을 보유하고 있는 자에 한하여 소정의 임상 수련과 시험에 합격한 자에 한하여 「정신건강증진 및 정신질환자 복지서비스 지원에 관한 법률」에 근거하여 정신건강사회복지사 자격을, 「사회복지사업법」에 근거하여 의료사회복지사, 학교사회복지사 자격을 인정하고 있다.

## 단체와 기구
사회복지사의 윤리적 지침과 사회사업, 사례관리를 공유하기 위하여 전문적인 협회가 조직되어 있다. 범세계적인 기구로 국제사회복지사연맹(International Federation of Social Workers) 등이 있다.
대한민국의 경우, 「사회복지사업법」 제46조에 근거하여 한국사회복지사협회가 1967년 발족되어 있으며, 등록된 사회복지사 수는 94,393명에 이른다.
미국의 경우, 전미사회복지사협회(National Association of Social Workers)가 가장 큰 단체로 알려져 있으며, 등록된 사회복지사 수는 120,000명에 이른다.
영국의 경우, 대영사회복지사협회(British Association of Social Workers)가 22,000명이 등록되어 가장 큰 단체로 알려져 있다.

## 참고 자료
- “사회복지 현장의 '블루오션'”. 《충북일보》 (청주). 2009년 5월 20일.
- “충남지역 사회복지사하루 동행 취재”. 《조선일보》. 2011년 1월 24일.
- “사회복지사의 복지는 없다”. 《한겨레21》. 2009년 7월 3일.